# Цона Артиђанале Понтивес (Болцано)
Цона Артиђанале Понтивес је насеље у Италији у округу Болцано, региону Трентино-Јужни Тирол.
Према процени из 2011. у насељу је живело 28 становника. Насеље се налази на надморској висини од 1113 м.